# Anna Richards
Anna Mary Richards (Timaru, 3 dicembre 1964) è un'allenatrice ed ex giocatrice neozelandese di rugby a 15 nel ruolo di mediano d'apertura che ha realizzato in carriera il record di 49 presenze con le Black Ferns oltre ad aver vinto, con tale squadra, anche quattro consecutive edizioni della Coppa del Mondo femminile dal 1998 al 2010.
Per i suoi meriti sportivi ricevette l'onorificenza di membro dell'Ordine al merito della Nuova Zelanda nel 2005, nonché l'ammissione nel 2014 alla World Rugby Hall of Fame.

## Biografia
La storia sportiva di Anna Richards coincide in gran parte con quella dei primi vent'anni delle Black Ferns: esordì infatti a Christchurch nell'agosto 1990 nel secondo incontro di sempre della nazionale contro l'Unione Sovietica e presenziò fino al 2010 in 49 dei 58 test match in cui la squadra fu impegnata, più altri 8 senza status di internazionale.
Originaria di Timaru, nella regione di Canterbury, e cresciuta in una famiglia di sportivi (una delle sue sorelle, Fiona, fu campionessa del mondo nel 1998 insieme a lei), fu inizialmente dedita al tennis, sport in cui giunse fino alla rappresentanza provinciale, prima di passare al rugby: nel 1986 fu nella provincia di Canterbury e due anni più tardi fu ad Auckland nel Ponsonby, e nella relativa squadra provinciale di cui divenne capitano nel 1990 e con cui vinse 9 campionati interprovinciali.
Nella seconda metà degli anni novanta ebbe esperienze all'estero, in Inghilterra al Richmond con cui vinse il campionato femminile, e in Italia al Messina in serie A.
Nel 1998, a 33 anni, vinse la sua prima di quattro consecutive Coppe del Mondo; si ripeté nel 2002, 2006 e, a 45 anni, nel 2010, in tutte le occasioni scendendo in campo nella finale senza essere mai sostituita; capitanò le Black Ferns in un'occasione, nel 2005, contro l'Inghilterra ad Hamilton.
Sempre nel 2005, in occasione dei conferimenti annuali dei riconoscimenti legati al compleanno della regina Elisabetta II, Richards ricevette l'onorificenza di membro dell'Ordine al merito della Nuova Zelanda.
Insieme a quella del 1991, in cui le Black Ferns giunsero terze, Richards scese in campo in totale in 5 edizioni della Coppa del Mondo, perdendo solo un incontro, la semifinale della citata edizione 1991 contro gli Stati Uniti.
Con la fine della Coppa 2010 si chiuse la carriera internazionale di Richards con 54 incontri, 49 dei quali test match, all'epoca record in solitaria e successivamente condiviso con Emma Jensen; nel 2011 disputò un'ulteriore stagione nella provincia di Manawatu prima del ritiro definitivo a 47 anni a fine stagione.
Dopo un breve periodo passato come allenatrice della squadra femminile di Auckland, Richards, che vanta presenze anche nel circuito Sevens, prese in carico la conduzione tecnica della nazionale a sette di Hong Kong.
Nel novembre 2014 giunse l'ammissione nella World Rugby Hall of Fame.
Dopo 4 anni alla guida della squadra, Richards annunciò a ottobre 2017 la fine del suo impegno con Hong Kong alla scadenza del contratto nel dicembre successivo.

## Palmarès
- Coppe del mondo: 4
Nuova Zelanda: 1998, 2002, 2006, 2010
- National Provincial Championship: 9
Auckland: 1999, 2000, 2001, 2002, 2003, 2004, 2005, 2007, 2008